# Censimento degli Stati Uniti d'America del 1900

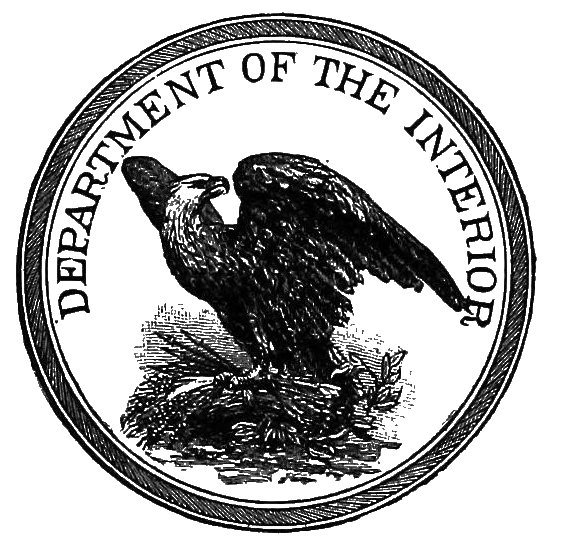
Sigillo del Dipartimento degli Interni

Il censimento degli Stati Uniti d'America del 1900 è stato il dodicesimo censimento degli Stati Uniti d'America. Il censimento è stato condotto dall'ufficio del censimento degli Stati Uniti d'America, che ha determinato la popolazione residente negli Stati Uniti d'America e altre statistiche alla data del 1º giugno 1900. 
La popolazione è stata conteggiata in 76.212.168 unità, con un incremento del 21% rispetto al 1890.

## Domande del censimento
Il censimento del 1900 ha raccolto le seguenti informazioni:
- indirizzo
- nome
- parentela con il capofamiglia
- sesso
- razza (elencata come "Colore o razza" nel censimento)
- età, mese e anno di nascita
- stato civile e, se sposato, numero di anni di matrimonio
- per le donne, numero di figli nati e numero in vita
- luogo di nascita della persona e dei suoi genitori
- se nato all'estero, anno di immigrazione e se naturalizzato
- occupazione
- mesi senza lavoro
- scuola
- capacità di parlare inglese
- sia in un agricoltore
- abitazione di proprietà o in affitto e, se di proprietà, se ipotecata

La documentazione completa per il censimento del 1900, compresi i moduli di censimento e le istruzioni per l'enumeratore, è disponibile nella serie Integrated Public Use Microdata.